# Мо Џонстон
Мо Џонстон (енгл. Mo Johnston; Глазгов, 13. април 1963) бивши је шкотски фудбалер.
Један је од ретких играча који су након Другог светског рата и велике ескалације навијачке и верске нетрпељивости наступао за љуте ривале Селтик и Рејнџерс. Пре Џонстона то је учинио само Алфи Кон, а у наредним годинама на то су се одважили још и Кени Милер, Стивен Пресли и Марк Браун.

## Трофеји
Селтик
- Премијер лига Шкотске (1) : 1985/86.
- Куп Шкотске (1) : 1984/85.

Рејнџерс
- Премијер лига Шкотске (2) : 1989/90. и 1990/91.
- Лига куп Шкотске (1) : 1990/91.

Канзас сити
- Западна конференција МЛС (1) : 2000.
- МЛС куп (1) : 2000.
- МЛС Сапортерс Шилд (1) : 2000.